# Яранск (станция)
Яра́нск — станция Горьковской железной дороги РЖД, конечная на линии Зелёный Дол — Яранск (протяжённость 196 км), расположена в городе Яранск Кировской области, Россия.
Железная дорога в Яранске проектировалась ещё в XIX веке. В начале XX века для расположения станции было зарезервировано место на северо-востоке города, в районе нынешней улицы Мицкевича. Для уменьшения шума от поездов в 1912 году была посажена Берёзовая роща. Революционные события нарушили планы по строительству дороги. После Великой Отечественной войны было принято решение проложить дорогу для расположения станции на западной окраине города. В 1946—1947 годах методом народной стройки через лесные угодья Винокуровского сельсовета была прорублена трасса будущей магистрали, насыпана часть земляного полотна. Однако, строительство вскоре затормозилось. В итоге лишь 23 февраля 1976 года 40-километровый путь от Табашино до Яранска был торжественно сдан в эксплуатацию.
На 2025 год от станции летом ходят рельсовые автобусы до Йошкар-Олы.

## Перспективы

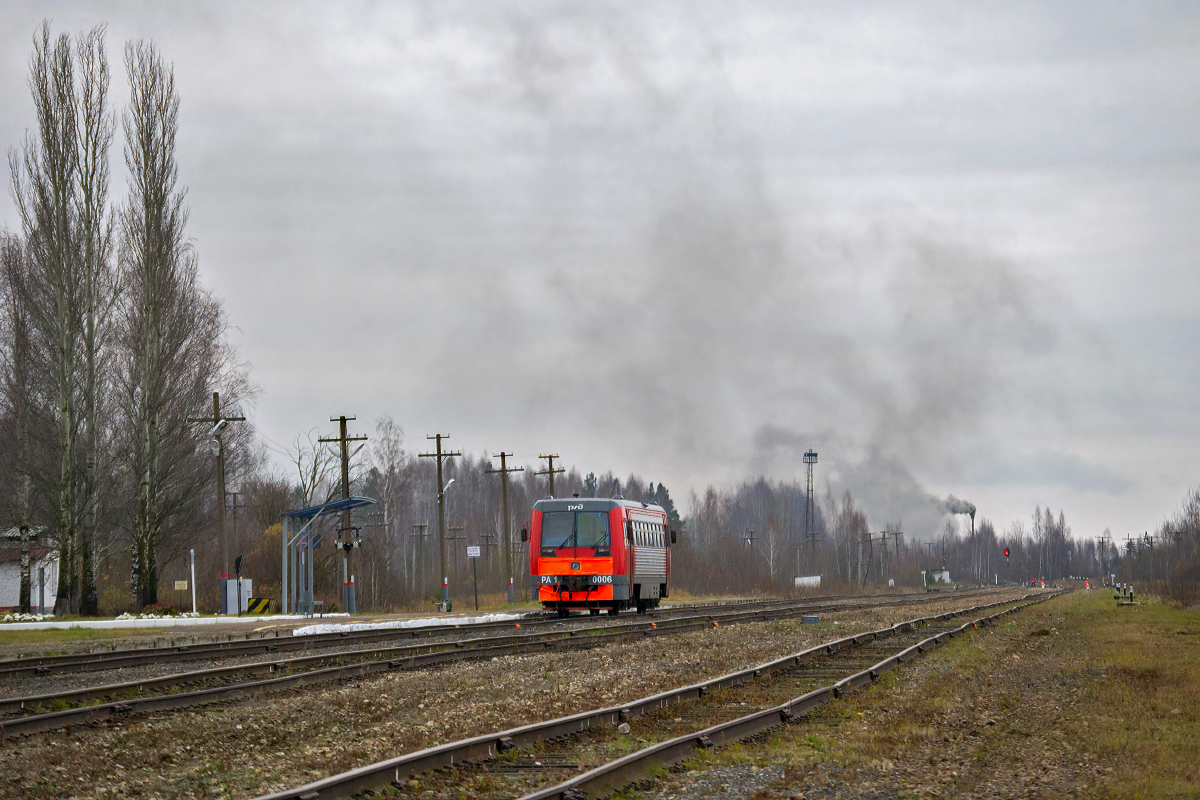
Рельсовый автобус РА1-0006 на станции

Станция находится на тупиковой ветке Зелёный Дол — Яранск. В 2019 году активно обсуждалось продление ветки до Котельнича в проекте строительства отрезка Яранск — Котельнич. В начале 2020 проект перенесен в планы до 2030 года. Строительство соединит северную и южную ветку Транссибирской магистрали. Будущая магистраль станет продолжением Волжской рокады на север.